# Mein Schüler, seine Mutter & ich
Mein Schüler, seine Mutter & ich ist eine deutsche Fernseh-Komödie aus dem Jahr 2008.

## Handlung
Carlo Brückner ist ein verhinderter Rockstar. Der Gitarrist träumte immer davon Musiker zu werden und schwärmt noch heute von der Rockmusik der 1960er Jahre. Unglücklicherweise ist er nur ein Lehrer, der seinen Schülern mit seiner Passion auf die Nerven geht. Als er selbst einen Herzinfarkt erleidet, lernt er die für ihn nervige Ärztin Ellen Hilbig kennen, die gerade in Scheidung lebt und um das Sorgerecht ihres Kindes kämpft. Ihren Sohn Franz lernte er als Vertretung des Vertrauenslehrers kennen. Dabei rät er ihm seine Mutter einfach beim Jugendamt anzuzeigen. Nachdem Franz das macht, wird plötzlich Carlo als Mediator in dem Ehestreit eingeschaltet, wobei er sich in Ellen verliebt.

## Kritiken
„Romantische (Fernseh-)Komödie um eine Feel Good"-Romanze, die ihren überraschungsarmen Gang nimmt.“

„Uwe Ochsenknecht ist nicht nur ein erfolgreicher Schauspieler, sondern seit 1992 ist er immer wieder auch als Rocksänger in Erscheinung getreten. Von daher scheint ihm die Rolle von dem Drehbuch-Duo Carl-Christian Demke und Sarah Schnier […] auf den Leib geschrieben zu sein. So darf er etwa am Ende sogar noch eine Musiknummer präsentieren. Regisseur Andreas Linke […] hat die Story routiniert und kurzweilig in Szene gesetzt.“

„Die launige Komödie punktet mit frechen Dialogen, ernsten Untertönen und einem (nicht nur Sixties-) Feel-good-Soundtrack. Simpel gestrickt, aber charmant und mit Herz.“

## Ausstrahlung
| Datum           | Uhrzeit   | Sender | Zuschauer | Marktanteil |
| --------------- | --------- | ------ | --------- | ----------- |
| 9. Oktober 2008 | 20:15 Uhr | Sat.1  | 2,45 Mio. | 8,4 %       |
| 12. Juli 2011   | 20:15 Uhr | Sat.1  | 2,27 Mio. | 8,4 %       |